# Demet Sağıroğlu
Demet Sağıroğlu (Erzurum, 5 dicembre 1966) è una cantante turca.

## Biografia
Figlia di un ingegnere e di un'insegnante, Demet Sağıroğlu ha studiato prima alla Facoltà di Belle Arti dell'Università Belkent di Ankara, e poi al Conservatorio dell'Università Tecnica di Istanbul, laureandosi nel 1988.
Ha fatto il suo debutto musicale l'11 marzo 1989 sul palco della selezione turca per l'Eurovision Song Contest, dove si è classificata 2ª su 16 partecipanti cantando Ve melankoli in accompagnamento a Kayahan. Il 24 febbraio 1990 ha ritentato la selezione cantando Gözlerinin hapsindeyim, sempre con Kayahan; questa volta sono stati incoronati vincitori dalla giuria. All'Eurovision Song Contest 1990 a Zagabria si sono classificati al 17º posto su 22 partecipanti con 21 punti totalizzati.
Nel 1993 ha partecipato al Pop Show Şarkı Yarışması, classificandosi 2ª con la canzone Harman. L'anno successivo è uscito il suo album di debutto Kınalı bebek su Columbia Records, anticipato dal singolo Arnavut kaldırımı, che è diventato uno dei più grandi successi degli anni '90 in Turchia, lanciando la carriera da solista della cantante.

## Discografia

### Album in studio
- 1994 – Kınalı bebek
- 1996 – Şikayetim var
- 1998 – Sımsıcak
- 2000 – Demet
- 2004 – Korkum yok
- 2012 – Hiç özlemedin mi?

### Raccolte
- 2006 – Demet

### Singoli
- 2004 – Korkum yok
- 2009 – Silkelen!
- 2018 – Açik çay
- 2018 – Sen şimdi aşk diyeceksin...